# Вітер забуття
«Вітер забуття» — радянський художній фільм 1989 року, знятий режисером Арутюном Хачатряном на кіностудії «Вірменфільм».

## Сюжет
Герої фільму залишають Вірменію та вирушають у поїздку країною. Мета подорожі Рубена та Олега — знайти друзів, які колись залишили батьківщину, і дізнатися, що змусило їх шукати щастя в чужих краях.

## У ролях
- Рубен Ахвердян — Рубен
- Геворк Агекян — Плюш
- Ваган Ананян — роль другого плану
- Айк Хачатрян — роль другого плану
- Арцрун Хачатрян — роль другого плану
- Ромік Степанян — роль другого плану
- Левон Аветісян — роль другого плану
- Єпископ Тиран — роль другого плану
- Рубен Хачатрян — роль другого плану
- Людмила Гомолко — роль другого плану
- Віген Чалдранян — роль другого плану
- Мікаел Погосян — роль другого плану
- Володимир Мсрян — роль другого плану
- Ашот Єгікян — роль другого плану
- Арутюн Хачатрян — роль другого плану
- Армен Джигарханян — читає текст

## Знімальна група
- Режисер — Арутюн Хачатрян
- Сценаристи — Рубен Ахвердян, Михайло Стамболцян, Арутюн Хачатрян
- Оператор — Вреж Петросян
- Художник — Анжела Овсепян